# Toru (geslacht)
Toru is een geslacht van kreeftachtigen uit de klasse van de Malacostraca (hogere kreeftachtigen).

## Soorten
- Toru granuloides (Sakai, 1961)
- Toru mesjatzevi (Zarenkov, 1990)
- Toru pilus (C. G. S. Tan, 1996)
- Toru septimus Galil, 2003
- Toru trituberculatus (Sakai, 1961)